# Sufraganiec
Sufraganiec – potok, lewy dopływ Bobrzy o długości 15,46 km, powierzchni dorzecza 61,74 km² i spadku 7,3‰. 
Potok płynie w Górach Świętokrzyskich, w województwie świętokrzyskim. Wypływa ze stoku góry Krzemionki na wysokości 350 m n.p.m., a do Bobrzy uchodzi, na jej 17,8 km wysokości, koło osiedla Pietraszki w Kielcach na wysokości 239 m n.p.m. Potok opływa miasto od północy i zachodu, przepływając przez dzielnice Łazy, Niewachlów II i I, Czarnów i Pietraszki. Jego lewym dopływem jest Sufragańczyk.
Potok przepływa w pobliżu rezerwatu przyrody Sufraganiec. Posiada II i III klasę czystości wody.